# Smart Cover
La Smart Cover (in italiano: copertina intelligente) è una custodia magnetica progettata dalla Apple Inc. per l'iPad.
Oltre a proteggere il display, permette il blocco e lo sblocco del dispositivo ed è utile per inclinare quest'ultimo a 30º per scrivere o a circa 90º per le presentazioni. In più, la fodera in microfibra tiene pulito lo schermo.

## Storia
La Smart Cover, una protezione per lo schermo che si aggancia magneticamente e che può fungere anche da supporto. È stata presentata il 2 marzo 2011 allo Yerba Buena Center for the Arts, dove si è tenuto l'evento Apple, nella stessa data dell'uscita dell'iPad 2, con il quale è compatibile. È venduta in due diversi materiali: poliuretano e pelle.
La versione in poliuretano è venduta in cinque colorazioni: grigio chiaro, grigio scuro, rosa, verde e azzurro; mentre la versione in pelle è venduta in cinque colorazioni: Terra di Siena, nero, blu marina, crema e Product Red.

## Compatibilità
L'iPad Smart Cover è compatibile con iPad 2 o successivi.

## Successore
L'evoluzione della Smart Cover è la Smart Case, che oltre a presentare le stesse caratteristiche, permette la protezione completa del dispositivo.
Il vero successore della Smart Cover è l'iPad mini Smart Cover, che è la versione ridimensionata per adattarsi all'iPad mini.